# NGC 6435
NGC 6435 este o galaxie situată în constelația Dragonul. A fost descoperită în 15 iunie 1887 de către Lewis A. Swift. Se află la o distanță de 119,99 megaparseci de Pământ.